# 護烏桓校尉
護烏桓校尉（ごうがんこうい）は、中国の前漢に設置された官職で、おもに烏桓族を管轄する軍政務官。漢にならい、魏も設置した。秩石は二千石。節を擁し、下僚に一名、司馬二名（各秩石六百石）いる。『三国志』では護烏丸校尉と表記。

## 設置
護烏桓校尉を初めて設置したのは、前漢の武帝の時代である。
後漢の光武帝の建武25年（49年）、遼西烏桓の大人（たいじん：部族長）の郝旦（かくたん）らが、朝貢してきた際、司徒掾の班彪が上言して、「烏桓は、天性が軽薄で悪賢く、好んで寇賊をなします。もし久しく放縦して総領する者がなければ、必ずまた居民を侵掠するに違いありません。ただ主降掾吏に委すのでは、おそらく制御できますまい。私の意見では、烏桓校尉をふたたび設置すべきで、こうすれば、彼らを附集するに益があり、国家の辺慮も省けようと思います」と述べ、光武帝はこれに従い、護烏桓校尉をふたたび設置し、幽州上谷郡寧城に役所を置いた。また、鮮卑や賞賜、質子ならびに毎歳の定時交易を、あわせて統領させた。これにより、明帝・章帝・和帝の3代にわたって平和が保たれたという（『後漢書』烏桓伝）。
なお護烏桓校尉の役所の様子は、ホリンゴル後漢墓の壁画に詳細である。

## 歴史
前漢の武帝の時代、驃騎将軍の霍去病は匈奴を撃破し、烏桓を上谷・漁陽・右北平・遼西・遼東の五郡の塞外に移し、匈奴の動静を監視した。その大人（たいじん：部族長）を毎年一度は朝見させ、新たに護烏桓校尉を設置し、秩禄は二千石、擁節監がこれを統領し、匈奴との交通をできなくした。
後漢の光武帝の建武25年（49年）、司徒掾の班彪の上言により、ふたたび護烏桓校尉の官をおいてその統治と保護にあたらせた。
明帝の永平16年（73年）、奉車都尉の竇固は耿忠とともに酒泉郡・敦煌郡・張掖郡の甲卒及び盧水羌胡の一万二千騎を率いて酒泉塞を出発し、駙馬都尉の耿秉と秦彭は武威郡・隴西郡・天水郡の募士及び羌胡一万騎を率いて居延塞を出発し、太僕の祭肜と度遼将軍の呉棠は河東郡・北地郡・西河郡の羌胡及び南単于の兵一万一千騎を率いて高闕塞を出発し、騎都尉の来苗と護烏桓校尉の文穆は太原郡・雁門郡・代郡・上谷郡・漁陽郡・右北平郡・定襄郡の兵及び烏桓、鮮卑の一万一千騎を率いて平城塞を出発した。竇固と、耿忠は天山に至ると、呼衍王を撃ち、千余級を斬首した。呼衍王は逃走したので、蒲類海まで追撃した。吏士を伊吾盧城に駐屯させた。耿秉と秦彭は砂漠の果て六百余里、三木楼山に至り、来苗と文穆は匈奴河水の上流まで行ったが、北匈奴は皆奔走していき、捕獲することはできなかった。
章帝の建初6年（81年）、鄧訓が護烏桓校尉となる。
和帝の時代（88年 - 106年）、護烏桓校尉の任尚は、鮮卑の大都護の校尉蘇抜廆を率いて反乱を鎮定。
永元6年（94年）11月、護烏桓校尉の任尚は烏桓・鮮卑を率いて南匈奴の対立の単于逢侯を大破する。
安帝の永初6年（112年）11月、護烏桓校尉の呉祉が獄死する。
建光元年（121年）9月、鮮卑が雲中太守の成厳を攻撃して殺害し、烏桓校尉の徐常を馬城で包囲した。度遼将軍の耿夔は幽州刺史の龐参とともに徐常を救出し、鮮卑を塞外まで追撃した。
順帝の時代（125年 - 144年）、護烏桓校尉の耿曄と烏桓の戎末廆らを率いて鮮卑を討つ。
霊帝の熹平6年（177年）、護烏桓校尉夏育ら、檀石槐を討つが敗れる。
中平4年（187年）6月、漁陽人の張純が張挙とともに反乱を起こし（張純の乱）、右北平太守の劉政・遼東太守の楊終・護烏桓校尉の公綦稠らを殺害した。
広陽の閻柔は、若い時捕らえられて烏桓と鮮卑のもとに連れてこられたが、そのうち異民族たちの崇敬を集めるようになっていた。閻柔はそこで鮮卑部族の力を借りて、護烏桓校尉の邢挙を殺すと、自ら護烏桓校尉の官についた。袁紹はこれを利用し閻柔を手厚く扱うことによって北辺の安定を計った。
献帝の建安12年（207年）、曹操は烏桓討伐の折、牽招を護烏桓校尉に任命した。閻柔は鮮卑と烏桓をひきつれて曹操のもとに帰順した。そこでひきつづいて閻柔を護烏桓校尉に任じ、漢の使節を与えて、以前どおり上谷郡寧城で職務にあたらせた。
黄初元年（220年）、田豫が護烏桓校尉に任ぜられ、持節の権限を持ち、護鮮卑校尉も兼ねて、昌平に駐屯した。
幽州刺史の王雄が田豫を退け自ら護烏桓校尉につく。
青龍年間、毌丘倹が幽州刺史・度遼将軍・使持節・護烏桓校尉に任ぜられる。

## おもな護烏桓校尉

### 後漢
- 郭堅（？ - ？）
- 文穆（？ - 73年 - ？）
- 鄧訓（81年 - 83年）
- 任尚（94年 - ？）
- 呉祉（？ - 112年）
- 鄧遵（？ - 114年）
- 徐常（？ - ？）
- 耿曄（？ - 133年）
- 王元（？ - 140年）
- 李膺（？ - ？）
- 夏育（174年 - 177年）
- 公綦稠（？ - 187年）
- 邢挙（？ - ？）
- 閻柔（200年 - ？）
- 牽招（207年 - ？）
- 閻柔（？ - ？）再任

### 魏
- 田豫（220年 - ？）
- 王雄（？ - ？）
- 毌丘倹（？ - ？）
- 杜恕（？ - ？）（没年：252年）
- 毌丘倹（244？ - 255年以前）再任

## 参考資料
- 『三国志』
- 『後漢書』